# Andor Nitsch
Andor Nitsch (22. května 1883 Veľká Lomnica – 7. května nebo 7. června 1976 Banská Bystrica) byl československý politik a meziválečný poslanec Národního shromáždění za Spišskou německou stranu, respektive za Zemskou křesťansko-socialistickou stranu (maďarská menšinová strana).

## Biografie
Gymnázium studoval v Kežmarku a obchodní akademii v Spišské Nové Vsi. Byl veřejně a politicky aktivní V roce 1908 se stal náměstkem předsedy organizace Zipser Land-wirtschaftlicher Verein. Po jeho rozpuštění roku 1920 založil Bauernbund der deutsche Landwirte in der Zips. V roce 1926 pořádal německou zemědělskou a lesnickou výstavu v Kežmarku. Od roku 1908 byl rovněž členem obecního zastupitelstva a od roku 1910 velitelem hasičského sboru ve Veľké Lomnici. V roce 1914 byl hasičským inspektorem a roku 1920 usedl na post předsedy Svazu německých hasičů na Slovensku. V roce 1924 byl zvolen náměstkem předsedy německého Říšského svazu hasičů v ČSR. Patřil mezi zakladatele a vůdce Spišské německé strany, od roku 1922 její předseda.
Profesí byl statkářem. Dle údajů k roku 1935 bydlel ve Veľké Lomnici.
Ve 20. letech 20. století byl hlavní postavou Spišské německé strany na Slovensku. Ta utvářela předvolební koalice se stranami maďarské menšiny na Slovensku a Podkarpatské Rusi a získávala od roku 1925 pravidelně mandát pro Andora Nitsche. Před volbami v roce 1929 strana jednala s podobně orientovanou stranou slovenské německé menšiny (Karpatoněmecká strana), ale pro neshody o garanci mandátu pro Andora Nitsche nebyla aliance uzavřena a obě německé formace kandidovaly v jiných předvolebních koalicích. Spišská německá strana měla historicky promaďarskou orientaci. Ve 30. letech se vymezovala proti velkoněmecké orientaci Henleina a Karpatoněmecké strany.
V parlamentních volbách v roce 1925 se stal poslancem Národního shromáždění. Mandát obhájil v parlamentních volbách v roce 1929 a parlamentních volbách v roce 1935. Jako politik a poslanec podporoval hospodářské zájmy spišských Němců, rozvoj turistického ruchu v Tatrách. Podílel se na vyjednávání s československými úřady, jež vedlo k uznání německého evangelického gymnázia v Kežmarku roku 1927.
Na přelomu let 1938–1939 v důsledku sloučení všech německých politických formací na autonomním Slovensku Spišská německá strana zanikla. Poslancem byl do zrušení parlamentu roku 1939, v listopadu 1938 se zánikem klubu Zemské křesťansko-socialistické strany ocitl mimo klub.
Odmítal nacionální socialismus převládající po roce 1935 v politickém táboře československých Němců. Za druhé světové války byl terčem šikany. V roce 1945 odmítl evakuaci, kterou nařídil německý wehrmacht a Německá strana (totalitní politický subjekt reprezentující etnické Němce v slovenském štátu). Doufal, že bude uznán jako antifašista. Nebyl pak skutečně vysídlen, ovšem jeho majetek mu byl zkonfiskován při kolektivizaci. Pracoval v JZD ve Veľké Lomnici a Toporci až do roku 1953, kdy odešel na penzi. Žil pak s manželkou ve Veľké Lomnici. Po smrti manželky se odstěhoval za synem do Banské Bystrice. Pohřben byl po boku své ženy v Huncovcích.